# みたけ台
みたけ台（みたけだい）は、神奈川県横浜市青葉区にある地名。「丁目」の設定のない単独町名である。住居表示未実施区域。

## 地理
住宅街で東急田園都市線の沿線にあり、1980年代後半に東急不動産によって開発された。
鶴見川の流域にあり、坂が多い起伏に富んだ地域である。名前の由来となった竹林は、近年は地域内の開発もさらに進みところどころにその名残を残すだけになっている。

### 地価
住宅地の地価は、2025年（令和7年）1月1日の公示地価によれば、みたけ台7番24の地点で27万8000円/m²となっている。

## 歴史

### 由来
古来より美しい竹林が多かったため「美竹（びたけ）」から「みたけ」になり、「みたけ台」になったと言われている。

### 沿革
- 1975年（昭和50年）9月28日 - 土地区画整理事業（上谷本第三）[6]に伴い、横浜市緑区上谷本町の一部から新設する[7]。
- 1994年（平成6年）11月6日 - 港北区と緑区を再編し、青葉区と都筑区を新設。横浜市青葉区みたけ台となる[8]。

### 町名の変遷
| 実施後   | 実施年月日                | 実施前（各町名ともその一部） |
| -------- | ------------------------- | ---------------------------- |
| みたけ台 | 1975年（昭和50年）9月28日 | 上谷本町の一部               |

## 世帯数と人口
2025年（令和7年）6月30日現在（横浜市発表）の世帯数と人口は以下の通りである。
| 町丁     | 世帯数    | 人口    |
| -------- | --------- | ------- |
| みたけ台 | 2,238世帯 | 4,795人 |

### 人口の変遷
国勢調査による人口の推移。
| 年                 | 人口  |
| ------------------ | ----- |
| 1995年（平成7年）  | 5,316 |
| 2000年（平成12年） | 5,620 |
| 2005年（平成17年） | 5,522 |
| 2010年（平成22年） | 5,325 |
| 2015年（平成27年） | 4,966 |
| 2020年（令和2年）  | 4,916 |

### 世帯数の変遷
国勢調査による世帯数の推移。
| 年                 | 世帯数 |
| ------------------ | ------ |
| 1995年（平成7年）  | 1,697  |
| 2000年（平成12年） | 1,865  |
| 2005年（平成17年） | 1,857  |
| 2010年（平成22年） | 1,875  |
| 2015年（平成27年） | 1,828  |
| 2020年（令和2年）  | 1,918  |

## 学区
市立小・中学校に通う場合、学区は以下の通りとなる（2024年11月時点）。
| 番地 | 小学校                 | 中学校                 |
| ---- | ---------------------- | ---------------------- |
| 全域 | 横浜市立みたけ台小学校 | 横浜市立みたけ台中学校 |

## 事業所
2021年（令和3年）現在の経済センサス調査による事業所数と従業員数は以下の通りである。
| 町丁     | 事業所数 | 従業員数 |
| -------- | -------- | -------- |
| みたけ台 | 93事業所 | 798人    |

### 事業者数の変遷
経済センサスによる事業所数の推移。
| 年                 | 事業者数 |
| ------------------ | -------- |
| 2016年（平成28年） | 95       |
| 2021年（令和3年）  | 93       |

### 従業員数の変遷
経済センサスによる従業員数の推移。
| 年                 | 従業員数 |
| ------------------ | -------- |
| 2016年（平成28年） | 743      |
| 2021年（令和3年）  | 798      |

## 施設
- 三陽幼稚園
- みたけ台幼稚園
- 横浜市立みたけ台小学校
- 横浜市立みたけ台中学校
- みたけ台杉山神社

## その他

### 日本郵便
- 郵便番号 : 227-0047[3]（集配局：青葉郵便局[18]）

### 警察
町内の警察の管轄区域は以下の通りである。
| 番・番地等 | 警察署     | 交番・駐在所 |
| ---------- | ---------- | ------------ |
| 全域       | 青葉警察署 | 鉄町交番     |